# カラビネーロス・デ・チレ
カラビネーロス・デ・チレ（スペイン語: Carabineros de Chile、チリの騎兵隊）は、チリの国家憲兵。単にカラビネーロス（スペイン語: Carabineros）と呼ばれることも多い。

## 概要

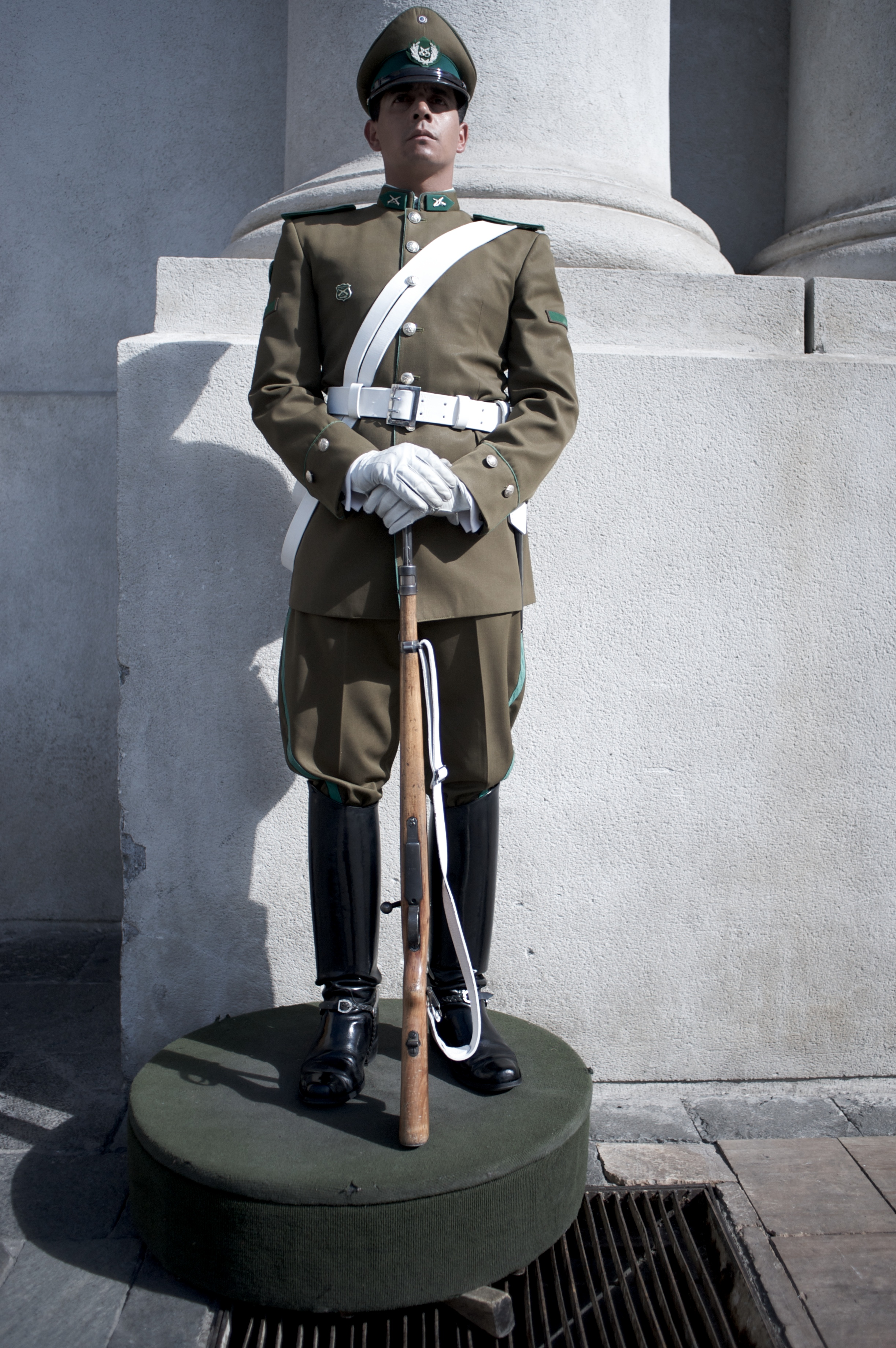
ラ・モネダ宮殿を警備するカラビネーロス隊員。

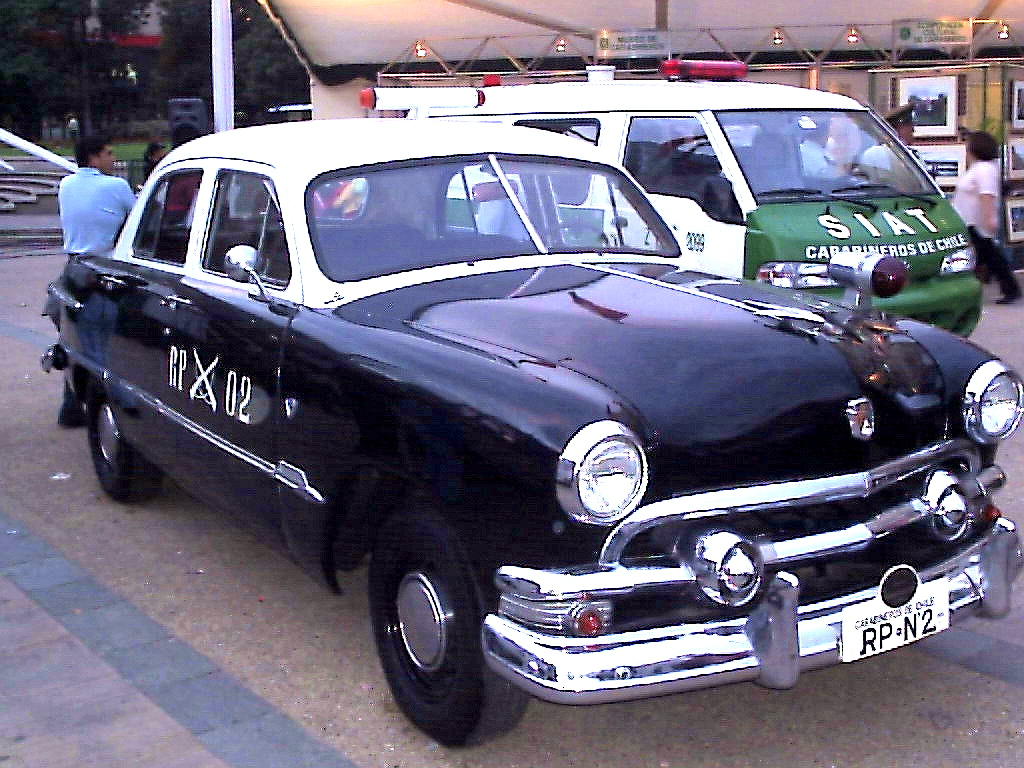
1946年当時のカラビネーロスのパトロールカー

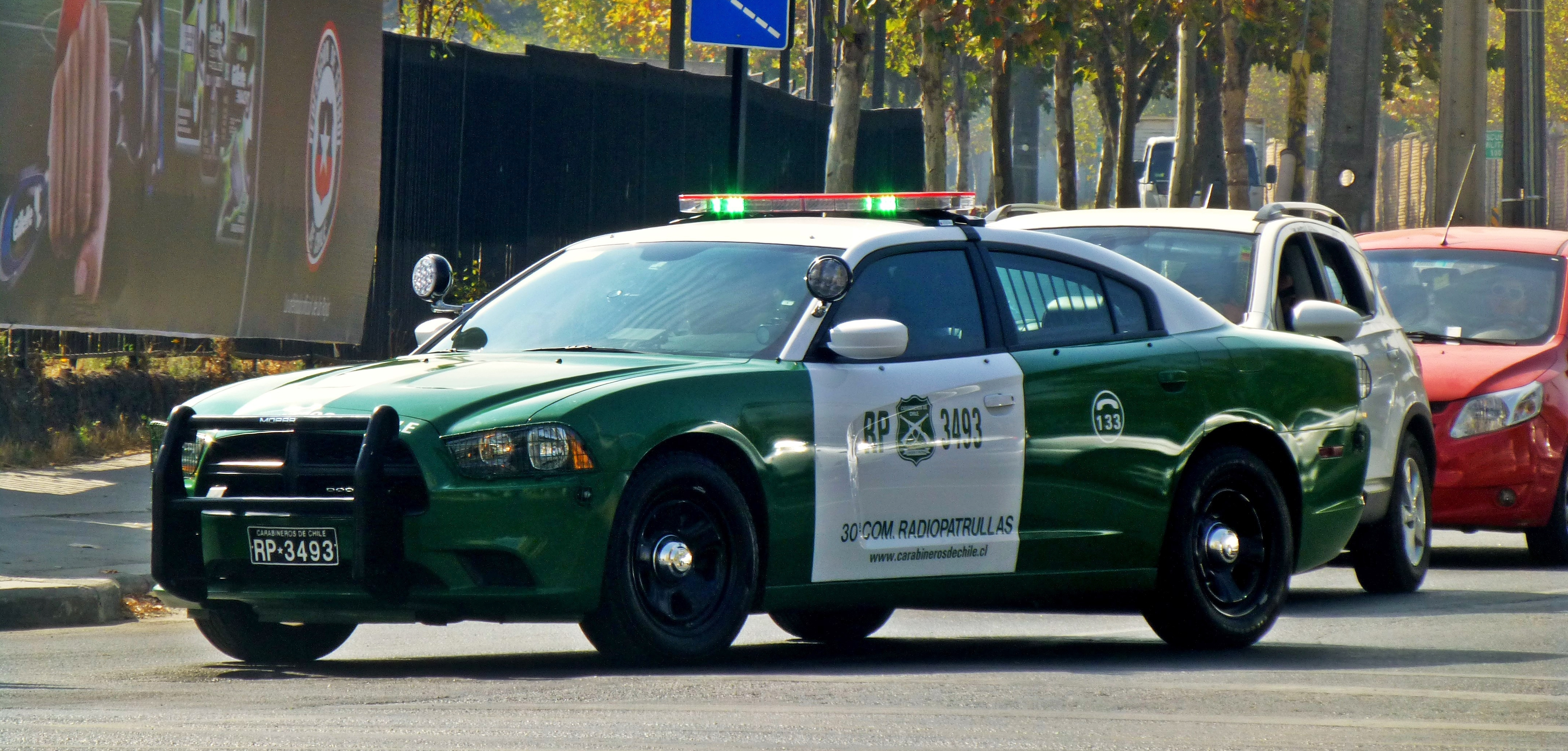
カラビネーロスのパトロールカー

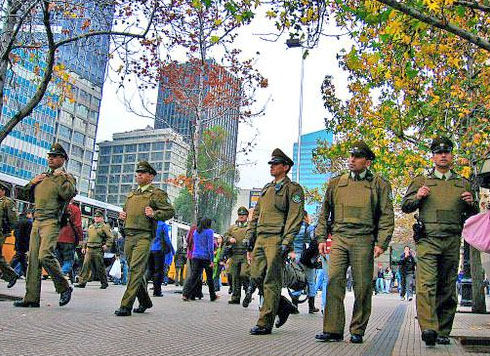
サンティアゴの通りを巡回するカラビネーロス隊員

陸軍、海軍、空軍に継ぐ第4の軍であり、形式上は国防省の指揮下とされているが、平時は事実上内務省の指揮下にある。任務は国法の遵守に基いて、平時は国内の社会秩序の維持や教育など警察業務を行い、有事の際には準軍事作戦を行なうことである。現在のチリ憲法ではカラビネーロスは非常事態において速やかに直接軍隊に合流することと定められている。また、SWATなどに良く似たGOPE（Grupo de Operaciones Policiales Especiales:特別警察作戦部隊）と呼ばれる特殊部隊やラ・モネダ宮殿（大統領官邸）警備隊、大統領警護隊などがある。

## 歴史
カラビネーロスの起源は1758年に組織された夜警団ドラゴーネス・デ・ラ・レイナ（Dragones de la Reina:女王の竜騎兵隊）まで遡る。ドラゴーネス・デ・レイナは1812年にドラゴーネス・デ・チレ（dragones de Chile:チリの竜騎兵隊）と改名した。この頃、サンティアゴ・デ・チレやバルパライソのような大都市には夜警団やそれから発展した都市警察が存在していたが、地方自治体はほとんどまともな警察組織を持たなかった。そこで1881年、各自治体における地方警察（Policía Rural）の組織が中央政府より発令された。しかし、この地方警察の意思決定は地方自治体に依存しており、しばしば地方の権力者が不当に警察力を濫用した。1896年には大都市で検察(Policía Fiscal)が組織される。
1903年、アラウカニア講和で手に入れたチリ南部アラウカニア地方の治安維持を目的にクエルポ・デ・カラビネーロス（Cuerpo de Carabineros:騎兵軍団）が組織された。これは最初にカラビネーロスの名前を冠した警察組織だった。1908年にはクエルポ・デ・カラビネーロスの士官学校が現在のプロビデンシアで開校した。
1927年4月27日、第20代大統領カルロス・イバーニェス・デル・カンポ将軍は地方警察、検察、クエルポ・デ・カラビネーロスをチリ中央政府の元に統一し、カラビネーロス・デ・チレを創設した。イバーニェスはカラビネーロスの初代長官となった。
1938年9月5日、チリ国家社会主義運動による暴動を鎮圧する際、身の安全を条件に武装解除したチリ国家社会主義運動党員ら約60人を労働保険局前に連行して処刑した。この事件は労働保険局前の虐殺と呼ばれた。カラビネーロスに対する発砲命令の出所が不確かで、チリの歴史研究家の間で議論の的となっている。かつてはアルトゥーロ・アレッサンドリ・パルマ大統領の命令によるものとされていたが、現在では否定されている。
1973年9月11日、陸軍のアウグスト・ピノチェト将軍がクーデターを起こすと、後にカラビネーロス長官となるセサル・メンドーサ＝ドゥラン将軍の下、カラビネーロスは陸海空軍と共に決起、サルバドール・アジェンデ大統領への攻撃に参加し、後に軍事政権の一翼として誘拐や拷問、殺人など多数の人権侵害に加担した。

## 階級
カラビネーロスでは軍に似た階級呼称を用いている。
将官
- 長官（スペイン語版）(General Director) - 1人だけ任命されるカラビネーロス内における最高責任者である。
- 総監(General Inspector)
- 大将(General)

上級指揮官
- 大佐(Coronel)

指揮官
- 中佐(Teniente Coronel)
- 少佐(Mayor)

下級指揮官
- 大尉(Capitán)
- 中尉(Teniente)
- 少尉(Subteniente)
- 士官候補生(Aspirante)

下士官・兵
- 先任曹長(Suboficial Mayor)
- 曹長(Suboficial)
- 一等軍曹(Sargento 1º)
- 二等軍曹(Sargento 2º)
- 一等伍長(Cabo 1º)
- 二等伍長(Cabo 2º)
- カラビネーロ(Carabinero)
- カラビネーロ候補生(Carabinero alumno)